# 費爾南多 (維塞烏公爵)
維塞烏公爵費爾南多（葡萄牙語：Fernando de Portugal, Duque de Viseu，1433年11月17日—1470年9月18日），葡萄牙國王杜阿爾特一世的幼子。

## 家庭
1447年，費爾南多與堂姐比阿特麗絲結婚，兩人共有3子2女：
1. 若昂（英语：João, Duke of Viseu）（1448年—1472年）
2. 迪奧哥（英语：Diogo, Duke of Viseu）（1450年—1484年）
3. 萊昂諾爾（英语：Eleanor of Viseu）（1458年—1525年），與堂兄葡萄牙國王約翰二世結婚，葡萄牙王后
4. 伊莎貝爾（英语：Isabel of Viseu）（1459年—1521年），布拉干薩公爵夫人
5. 曼紐一世（1469年—1521年），葡萄牙國王